# De regels van Floor
De regels van Floor is een Nederlandse televisieserie voor kinderen van de VPRO uitgezonden op NPO Zapp op NPO 3. De serie startte op 8 april 2018 en is gebaseerd op de gelijknamige boekenserie van Marjon Hoffman. Het script is geschreven door Marjon Hoffman en Lotte Tabbers.
Van de serie zijn vijf seizoenen gefilmd van elk zestien afleveringen, plus twee specials. In de serie heeft elke aflevering een eigen moraal en zijn er ook voor volwassen kijkers ondertoontjes en grapjes. De serie begint met een korte vooruitblik c.q. sneak preview op het plot. Het kenmerkt zich doordat het camerabeeld altijd vanuit een vast standpunt is en er veel terugkerende zinnen en elementen in te zien zijn zoals het gebruik van het woord "triest" en de bokkenpootjes bij de koffie. De serie wordt in Vlaanderen uitgezonden op Ketnet en is ook verkocht aan zenders in Denemarken, Duitsland, Frankrijk. Daarnaast wordt de serie ook uitgezonden in Oostenrijk, Zwitserland, Noorwegen, Spanje en Franssprekende landen in Afrika.

## Prijzen
In 2019 won het eerste seizoen van de serie een Emmy Kids Award. Op 31 maart 2020 won de serie een International Emmy Kids Award.
In 2018 won het eerste seizoen een Cinekid Leeuw Juryprijs voor Beste Fictieserie. Ook heeft de serie de Cinekid Nationale publieksprijs Bovenbouw gewonnen.

## Rolverdeling
| Personage                    | Acteur/actrice    |
| ---------------------------- | ----------------- |
| Floor van Vliet              | Bobbie Mulder     |
| Kees van Vliet               | Ole Kroes         |
| Jan van Vliet                | Ferdi Stofmeel    |
| Irma van Vliet               | Elisa Beuger      |
| Margreet, vriendin van Floor | Romy Voll         |
| Hanneke, moeder van Margreet | Dewi Reijs        |
| Jaap, vader van Margreet     | Martijn Hillenius |
| Sascha, vriendin van Floor   | Yade Uguz         |
| Jeroen, vriend van Kees      | Genesis Akesson   |

De regisseur Albert Jan van Rees heeft een gastrol in de aflevering 'Gedicht'.

## Afleveringen
| Seizoen 1                  | Seizoen 1 | Seizoen 1                        | Seizoen 1              | Seizoen 1 |
| Aflevering                 | Nr        | Titel                            | Eerste uitzending vpro | Gastrollen |
| -------------------------- | --------- | -------------------------------- | ---------------------- | --- |
| S1E01                      | 1 2       | Lievelings Cavia                 | 8 april 2018           | Loes Schnepper als Ellie Ilke Paddenburg als verkoper Bert Hana als klant in de winkel |
| S1E02                      | 3 4       | Krentenbaard Gevonden voorwerpen | 15 april 2018          | Michael Knaap als baas van hond Gerrit Jurjen van Loon als huisarts Dunya Khayame als juf Rienus Krul als badmeester |
| S1E03                      | 5 6       | Klusje Fitboy                    | 22 april 2018          | John Leddy als meneer Hielema Inge Ipenburg als vrouw met de hond Iliass Ojja als verkoper |
| S1E04                      | 7 8       | Mannending Gothic                | 29 april 2018          | Jurjen van Loon als huisarts Dunya Khayame als juf |
| S1E05                      | 9 10      | Privacy Security                 | 6 mei 2018             | Shanice Rijssel, Daan Kruysifix als klasgenoten van Kees Juda Goslinga als verkoper Cor |
| S1E06                      | 11 12     | Topmodel Anders                  | 13 mei 2018            | Rebecca Versloot als Amber Wart Kamps als fotograaf Faye Gunther als Tamara Daan Kruysifix als Robbie vriend van Kees |
| S1E07                      | 13 14     | Pussycat Renee                   | 20 mei 2018            | Rosa van Leeuwen als verkoper Puck van Stijn als Jane Jennifer Hoffman als Renee Sarah Jonker als Jos |
| S1E08                      | 15 16     | Diefstal Floater                 | 29 mei 2018            | Dunya Khayame als juf Svenno van Kleij als Boris |
| Seizoen 2                  |           |                                  |                        | |
| Aflevering                 | Nr        | Titel                            | Eerste uitzending vpro | Gastrollen |
| S2E01                      | 17 18     | Rijke Floor Abstract             | 24 maart 2019          | Feline Meijer als Floor Vincent Croiset als Serge vader van Floor Dunya Khayame als juf Cas de Bruin als klasgenoot Leny Breederveld als oma Loes Schnepper als Ellie Annemarie Prins als tante Nokie |
| S2E02                      | 19 20     | Outdoor Schnutsi                 | 31 maart 2019          | Julius Arbouw als Roeben Pamela Teves mevrouw Huub Smit als agent |
| S2E03                      | 21 22     | Ex Dierenaura                    | 7 april 2019           | Lola Kasse als Lola Anne Zwaan als Fleur Bing van Son als Freek Dunya Khayame als juf Guido Pollemans als aurahealer Joep Vermolen als Wart |
| S2E04                      | 23 24     | Hoogbegaafd Minimalisme          | 14 april 2019          | Coen van Vlijmen als leraar Meerzoek Luuk van Bemmelen als buurman |
| S2E05                      | 25 26     | Krantenwijk Hypochonder          | 21 april 2019          | Dick van den Toorn als buurtbewoner Bas Keijzer als boer Arie Trouwborst als krantenman Coen van Vlijmen als leraar Meerzoek Jurjen van Loon als huisarts Genesis Akesson als Jeroen Ali Çifteci als leraar |
| S2E06                      | 27 28     | Feestje Heimwee                  | 28 april 2019          | Cas de Bruin als klasgenoot Kees Boot als Rob vader van Stefan Quintin Comans als Stefan Janell Gersie als Patrick Camille Nieuwenhuis als Daphne Hannah van Lunteren als moeder van Daphne Luz Lipp als Hannah |
| S2E07                      | 29 30     | Te koop Hebbes                   | 5 mei 2019             | Robbert Bleij als makelaar Jaap Maarleveld als eng mannetje Eva Damen als Baukje Marijn Klaver als Maurits René van 't Hof als buurman Genesis Akesson als Jeroen Huub Smit als agent |
| S2E08                      | 31 32     | Vlog Fotogeniek                  | 12 mei 2019            | Genesis Akesson als Jeroen Hassan Slaby als Sergio Leny Breederveld als oma Edo Brunner als buurman Esmée van Kampen als kapster |
| Seizoen 3                  |           |                                  |                        | |
| Aflevering                 | Nr        | Titel                            | Eerste uitzending vpro | Gastrollen |
| S3E01                      | 33 34     | Carrièredag Paardenclub          | 8 maart 2020           | Dunya Khayame als juf Bing van Son als Freek Camille Nieuwenhuis als Daphne Luz Lipp als Hannah Huub Smit als agent Edwin Jonker als Dave vader van Patrick Jannell Gersie als Patrick Christiaan Sons als dief Matteo van der Grijn als Erik vader van Danny Cas de Bruin Quintin Comans Henry Farrell als Bas                                                                               |
| S3E02                      | 35 36     | Fietsvakantie Metaaldetector     | 15 maart 2020          | Dunya Khayame als juf Jannell Gersie als Patrick Edwin Jonker als Dave vader van Patrick Christopher van der Meer als barman Sana Buchti Freya Schipperus Genesis Akesson als Jeroen Paula L'Amie als Karin Coen van Vlijmen als leraar Meerzoek Huub Smit als agent Micha Hulshof als medewerker EOD Arie Trouwborst als metaalkoper                                                         |
| S3E03                      | 37 38     | Liefdadigheid Gameverslaafd      | 22 maart 2020          | Yara El Ouatki als buurtbewoner Esma Abouzahra als Dunya Marc Nochem psychiater |
| S3E04                      | 39 40     | Dement Papegaai                  | 29 maart 2020          | Coby Timp en Hero Muller als bewoners verzorgingstehuis Eva Poppink als verzorger Linde van den Heuvel verkoper Ottolien Boeschoten als koper Teun Donders, Jasper van Hofwegen, Simon Heijmans als studenten Reneé Ketelaar |
| S3E05                      | 41 42     | Scheiding Stash                  | 5 april 2020           | Mats Wortel als klasgenoot Floor Davy Eduard King als glazenwasser Noa Farinum als Ilona Mingus Claessen als klasgenoot Kees Coen van Vlijmen als leraar Meerzoek Marcel Zwoferink en Burt Lamaker horen bij de stash. |
| S3E06                      | 43 44     | Musical Echte man                | 12 april 2020          | Dunya Khayame als juf Rein van Duivenboden als presentator Henry Farrell als Bas Genesis Akesson als Jeroen Coen van Vlijmen als leraar Meerzoek Paula L'Amie als Karin Noa Farinum als Ilona |
| S3E07                      | 45 46     | Rage Curlingouders               | 19 april 2020          | Bing van Son als Freek Cas de Bruin als klasgenoot Quintin Comans als Stefan Jannell Gersie als Patrick Guy Clemens als vader Tijn Lidewij Mahler als moeder Gwen Gijs Radix als Raaf Elles van den Berg als Vlinder Charlotte de Moel als volwassen Floor Jan Evert van Apeldoorn als volwassen Kees Maurice Trouwborst als nieuwe buurman Jamille van Wijngaarden als nieuwe buurvrouw      |
| S3E08                      | 47 48     | Eenhoorn Fanatiek                | 26 april 2020          | Mats Wortel als klasgenoot Henry Farrell als Bas Alix Adams als verkoper Leonoor Koster als moeder van Jeffrey |
| Seizoen 4                  |           |                                  |                        | |
| Aflevering                 | Nr        | Titel                            | Eerste uitzending vpro | Gastrollen |
| S4E01                      | 49 50     | Traktatie Valentijn              | 28 maart 2021          | Dunya Khayame als juf Camille Nieuwenhuis als Daphne Bing van Son als Freek Luz Lipp als Hannah Jannell Gersie als Patrick Henry Farrell als Bas Nienke Sikkema als Siempie Michiel Kerbosch als meester Sadettin Kirmiziyüz als postbode Stephanie Louwrier als vriendin van de juf Alonso Frenay als Wouter Noa Farinum als Ilona Genesis Akesson als Jeroen                                |
| S4E02                      | 51 52     | Pestkop Wedden                   | 4 april 2021           | Wimie Wilhelm als Dunya Khayame als juf Tina de Bruin als Mia moeder van Randy Stijn Westenend als Marcel vader van Randy Erik Whien als schoolhoofd Khalil Kajee Jesper van der Klaauw als Joeri Maarten Heijmans als vader van Joeri Charlene Sancho als advocaat van Kees Sadettin Kirmiziyüz als postbode Genesis Akesson als Jeroen Noa Farinum als Ilona Paula L'Amie als Karin         |
| S4E03                      | 53 54     | Verkering Straattaal             | 11 april 2021          | Dajo Simons als Harm Bart de Rijk als trouwambtenaar Bart Hoevenaars als gitarist Henry Farell als Bas Luz Lipp als Hannah Jennifer Evenhuis als vriendin Irma Genesis Akesson als Jeroen Philip van Loosbroek als vriend van Kees |
| S4E04                      | 55 56     | Kinderlokker Huilen              | 18 april 2021          | Peter Bolhuis als kermisman Marisa van Eyle als kermisvrouw Mieke Philip van Loosbroek als vriend van Kees Dunya Khayame als juf Hans Beijer Stefan Stasse Elsje Scherjon als bezoekers bij uitvaartdienst Camille Nieuwenhuis als Daphne Bing van Son als Freek Luz Lipp als Hannah Henry Farrell als Bas Quintin Comans als Stefan Jurjen van Loon als huisarts                             |
| S4E05                      | 57 58     | Oppas Boekenwurm                 | 25 april 2021          | Noor Croes als Dagmar Jeroen Spitzenberger als leraar Nederlands Bas Hoeflaak als collega van Irma |
| S4E06                      | 59 60     | Gedicht Tattoo                   | 2 mei 2021             | Dunya Khayame als juf Agaath Meulenbroek als mevrouw de Bruin Nina-Elisa Euson als nieuwslezer Anna Rottier als presentator nobelprijs Juvat Westendorp als Emanuel leraar Frans Joenoes Polnaija als tatoeëerder Roel Bloemen als zwerver Genesis Akesson als Jeroen Noa Farinum als Ilona Paula L'Amie als Karin                                                                            |
| S4E07                      | 61 62     | Ruilen Op sjiek                  | 9 mei 2021             | Georgina Verbaan als moeder van Eva Nelle de Veer als Eva Yannick Noomen als man met de step Genesis Akesson als Jeroen Noa Farinum als Ilona Paula L'Amie als Karin Chiron Holwijn als pakketbezorger Floris Heijmerink |
| S4E08                      | 63 64     | Gezellig DJ                      | 16 mei 2021            | Abel Nienhuis als Bert Rosa Reuten als Els Max van den Burg als DJ Mike Erik van Welzen als beveiliger |
| S4E09 sinterklaas- special | 65        | Surprise                         | 15 november 2021       | Dunya Khayame als juf Rixt Leddy als Anouk Henry Farrell als Bas Jannell Gersie als Patrick Bas Hoeflaak Emiel de Jong als collega van Irma Dora Groothof als Martine |
| S4E10 kerstspecial         | 66        | Kerstboom                        | 18 december 2021       | Steef Cuijpers als verkoper |
| Seizoen 5                  |           |                                  |                        | |
| Aflevering                 | Nr        | Titel                            | Eerste uitzending vpro | Gastrollen |
| S5E01                      | 67 68     | Overblijf Iceman                 | 27 maart 2022          | Dunya Khayame als juf Joke Tjalsma als Tina Remko Vrijdag als vader van Hannah Luz Lipp als Hannah Henry Farrell als Bas Bing van Son als Freek Dries Alkemade als verkoper |
| S5E02                      | 69 70     | Black-out Scampi                 | 3 april 2022           | Diana Sno als schoolhoofd Sander van de Pavert als leraar Engels Genesis Akesson als Jeroen Mingus Claessen en Amalito van Aerde als klasgenoten Jochem Nooyen als Frits Annelies van der Bie als moeder Wil Pieter Bouwman als vader Adrie Erik Plageman als Steef |
| S5E03                      | 71 72     | Acne Scooter                     | 10 april 2022          | Thomas Höppener als fotograaf Quintin Comans als Stefan Jaedefy Cumberbach als meisje Genesis Akesson als Jeroen Noa Farinum als Ilona Paula L'Amie als Karin Mingus Claessen als klasgenoot Marouane Meftah als pizzabezorger Mike Meijer als eigenaar Jippie's Rippies |
| S5E04                      | 73 74     | Illusionist Coma                 | 17 april 2022          | Josephine Arendsen als Hedwig Catharina Haverkamp als lerares Frederik Brom als leraar Henry Farrell als Bas Genesis Akesson als Jeroen Bram Klappe als Marcel Darryl Amankwah als klasgenoot Cas de Graaf als Jurgen Jaleesha Hernandez en Maya Harriford twee meisjes |
| S5E05                      | 75 76     | Gips Gluurder                    | 24 april 2022          | Jurjen van Loon als huisarts Dunya Khayame als juf Catharina Haverkamp als lerares Jean Salazar Tavera als jongen bij skatebaan Rami Kooti Arab als leuke jongen Jaedefy Cumberbach als klasgenoot Henry Farrell als Bas Genesis Akesson als Jeroen Noa Farinum als Ilona Mingus Claessen en Darryl Amankwah als klasgenoot Cas de Graaf als Jurgen Willemijn Kressenhof als moeder van Ilona |
| S5E06                      | 77 78     | Invalide Romeo                   | 1 mei 2022             | Mathieu van den Berk als verkoper voetbalkaartjes Lennert Hunfeld als omroeper Noa Farinum als Ilona Paula L'Amie als Karin Mingus Claessen als klasgenoot Genesis Akesson als Jeroen Catharina Haverkamp als lerares |
| S5E07                      | 79 80     | Hard to get Dagboek              | 8 mei 2022             | Liam Burke als Nicolaj Noa Farinum als Ilona Paula L'Amie als Karin Sabijn Dunnewijk als dansend meisje Genesis Akesson als Jeroen |
| S5E08                      | 81 82     | Zwembad Homevideo                | 15 mei 2022            | Amaryll Crott als Margot Hans Heerschop als schaakmeester Jasper van den Ende als schaker Sophia Wezer als moeder van Margot Lennert Hunfeld en Evelien van der Molen als geluid van de televisie |